# روبرت مكدونالد جونز
روبرت مكدونالد جونز (بالإنجليزية: Robert McDonald Jones)‏ هو سياسي أمريكي، ولد في 1 أكتوبر 1808 في مسيسيبي في الولايات المتحدة، وتوفي في 22 فبراير 1872 في هوغو في الولايات المتحدة. حزبياً، نشط في الحزب الديمقراطي.